# Джекі Круз
Джекі Круз (англ. Jackie Cruz; нар. 8 серпня 1986, Нью-Йорк, США) — співачка й акторка, відома роллю Марісоль Гонсалес у комедійно-драматичному серіалі «Помаранчевий — хіт сезону».

## Біографія
Джекі Круз народилася в Квінзі, Нью-Йорк, США. У дошкільні роки вона з мамою переїхала до Сантьяго, Домініканська Республіка, де мешкала до підліткових років. У шестирічному віці Джекі була на концерті Вітні Г'юстон, яка надихнула її стати співачкою. У 15 вона повертається до Каліфорнії та вступає до коледжу Гамільтонської музичної академії у Лос-Анджелесі.
У 17 дівчина потрапила в автомобільну аварію. Після нещасного випадку вона втратила волосся, перестала бачити, була паралізованою.

## Кар'єра
На початку акторської кар'єри Круз виконувала епізодичні ролі. В її доробку зйомки в серіалах «Щит», «Мій особистий ворог». У 2013 починає виконувати роль Марісоль Гонсалес у американській комедійно-драматичному серіалі про життя в жіночій в'язниці «Помаранчевий — хіт сезону». За участь у ньому акторка разом з колегами по знімальному майданчику тричі ставала лауреатом премії Гільдії кіноакторів США в категорії «Найкращий акторський склад у комедійному серіалі».
Крім акторської кар'єри Джекі Круз співає: у 2010 вийшов її міні-альбом «Hollywood Gypsy», а у 2012 сингл «One of These Days».

## Особисте життя
У 2016 році Круз розповіла AfterEllen: «Мені подобається людина, незалежно від того, чи це жінка — нам не подобається, коли на нас навішують ярлики. Зараз я у стосунках з чоловіком, але в минулому мені подобалися жінки.»

## Фільмографія
| Рік       |    | Українська назва            | Оригінальна назва           | Роль              |
| --------- | -- | --------------------------- | --------------------------- | ----------------- |
| 2007      | с  | Щит                         | The Shield                  | Грациела          |
| 2008      | с  | Мій особистий ворог         | My Own Worst Enemy          | дівчина Мендеза   |
| 2013—2017 | с  | «Помаранчевий — хіт сезону» | Orange Is the New Black     | Марісоль Гонсалес |
| 2014      | с  | Пам'ятати все               | Unforgettable               | Марі Торез        |
| 2016      | ф  | 13 кроків                   | 13 Steps                    | Ізар              |
| 2016      | с  | Голуба кров                 | Blue Bloods                 | Роза Альварез     |
| 2016      | кф | Самотній кит                | The Lonely Whale            |                   |
| 2016      | кф | Секрети Сексу               | A Nice Girl Like You        | Несса             |
| 2021      | ф  | Опівночі у високій траві    | Midnight in the Switchgrass | Сузанна           |
| 2022      | ф  | Панама                      | Panama                      | Синтія Бенітес    |